# Орен (Португалия)
Оре́н (порт.  Ourém; [o(ou)'ɾɐ̃ĩ]; до 1991 — Вила-Нова-ди-Орен) — город в Португалии, центр одноимённого муниципалитета в составе округа Сантарен. Численность населения — 11,9 тыс. жителей (город), 46,2 тыс. жителей (муниципалитет). Город и муниципалитет входит в экономико-статистический регион Алентежу и субрегион Медиу-Тежу. По старому административному делению входил в провинцию Бейра-Литорал.

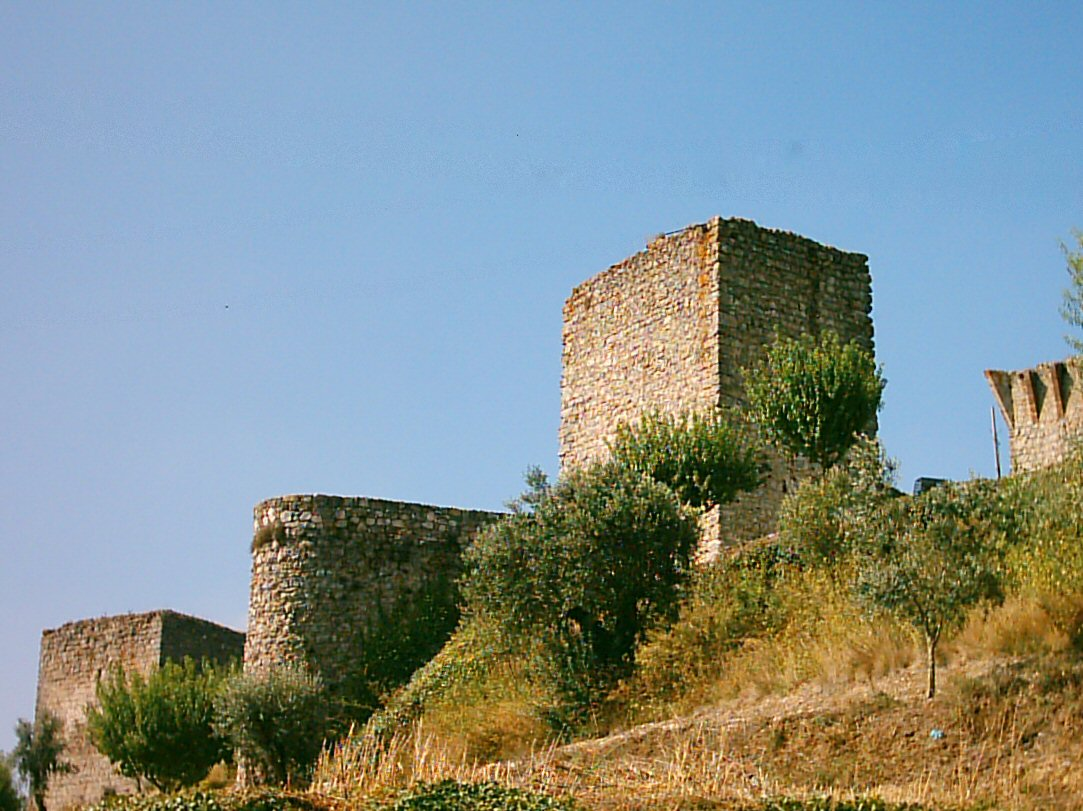

Покровителем города считается Дева Мария (порт. Maria).
Праздник города — 20 июня.

## Расположение
Город расположен в 46 км севернее города Сантарен.
Муниципалитет граничит:
- на севере — муниципалитет Помбал
- на северо-востоке — муниципалитет Алваязери
- на востоке — муниципалитеты Феррейра-ду-Зезери, Томар
- на юго-востоке — муниципалитет Торриш-Новаш
- на юго-западе — муниципалитет Алканена
- на западе — муниципалитеты Баталья, Лейрия

## Население
| Население муниципалитета Оурен (1801—2004) | Население муниципалитета Оурен (1801—2004) | Население муниципалитета Оурен (1801—2004) | Население муниципалитета Оурен (1801—2004) | Население муниципалитета Оурен (1801—2004) | Население муниципалитета Оурен (1801—2004) | Население муниципалитета Оурен (1801—2004) | Население муниципалитета Оурен (1801—2004) | Население муниципалитета Оурен (1801—2004) |
| ------------------------------------------ | ------------------------------------------ | ------------------------------------------ | ------------------------------------------ | ------------------------------------------ | ------------------------------------------ | ------------------------------------------ | ------------------------------------------ | ------------------------------------------ |
| 1801                                       | 1849                                       | 1900                                       | 1930                                       | 1960                                       | 1981                                       | 1991                                       | 2001                                       | 2004                                       |
| 12 803                                     | 13 033                                     | 25 726                                     | 34 534                                     | 47 511                                     | 41 376                                     | 40 185                                     | 46 216                                     | 49 269                                     |

## История
Город основан в 1180 году.

## Районы
В муниципалитет входят следующие районы:
1. Албурител
2. Атогиа
3. Казал-душ-Бернардуш
4. Кашариаш
5. Серкал
6. Эшпите
7. Формигайш
8. Фрейшианда
9. Фатима
10. Гондемария
11. Маташ
12. Носа-Сеньора-да-Пиедади
13. Носа-Сеньора-даш-Мизерикордиаш
14. Оливал
15. Рибейра-ду-Фарриу
16. Риу-де-Коруш
17. Сейса
18. Уркейра